# Paraphago rostratus
Paraphago rostratus är en fiskart som beskrevs av Boulenger, 1899. Paraphago rostratus ingår i släktet Paraphago och familjen Distichodontidae. IUCN kategoriserar arten globalt som otillräckligt studerad. Inga underarter finns listade i Catalogue of Life.